# Minha Parte
Minha Parte é o quarto álbum de estúdio da cantora Leonor, lançado em 2000 pela Line Records com a produção de Beno César.

## Faixas
1. Me Ensina a Te Adorar
2. Minha Parte
3. Está Escrito no Teu Rosto
4. Mulher Samaritana
5. Amor de Pai
6. Grande Amor
7. Vento do Espírito
8. Até que Decidi
9. Invoquei ao Senhor
10. Amor Carmesim

## Clipes
- Me ensina a te adorar
- Minha parte